# Sons of Silence

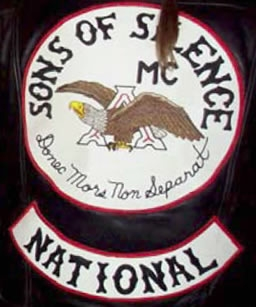
Una giacca dei Sons of Silence

Sons of Silence Motorcycle Club (SOSMC) è un club motociclistico fondato a Niwot, in Colorado, negli Stati Uniti nel 1966. È uno dei cinque più grandi club degli Stati Uniti con gli Hells Angels, i Bandidos, i Outlaws MC e i Pagans. Si ritiene che i membri siano coinvolti in crimini come omicidio, aggressione, traffico di droga, estorsione e sfruttamento della prostituzione.Si stima che in tutto il mondo abbiano 400-600 membri

## Storia
The Sons of Silence è stata fondata intorno al 1966 a Niwot, Colorado. Il primo club al di fuori degli Stati Uniti è stato aperto a Monaco di Baviera nel 1998. Nel 2001 seguirono club a Frisinga, Gangkofen e Norimberga. Nel 2002 è stato aperto un secondo club a Monaco e nel 2007 un club a Viernheim. L'ultimo club tedesco fino ad oggi è stato fondato nel 2010 a Erding. Secondo le stime del Bureau of Alcohol, Tabacco, Armi da fuoco ed esplosivi (ATF) nel 2001 sono stati mantenuti almeno 14 club in sette stati diversi negli Stati Uniti e in Germania con circa 175 a 200 membri. Nel 2009, secondo gli studi del National Gang Intelligence Center negli Stati Uniti, c'erano 250-275 membri a pieno titolo in 30 capitoli in 12 stati.
Il logo è un'aquila calva, l'animale araldico degli Stati Uniti, di fronte a una "A" gigante. Il disegno è stato ispirato da una pubblicità Budweiser. Il motto dei Sons of Silence è "Donec Mors Non Separat", latino per "Finché la morte non ci separa" e parte del logo del club.

## I Sons of Silence nella scena biker
I Sons of Silence hanno relazioni mutevoli con gli altri quattro club principali. Denver era amica di un club di Bandidos negli anni '90. Dal momento che gli Hells Angels hanno anche un club a Denver, una guerra di motociclisti è stata prevista lì per anni, ma finora non si è intensificata. Nel 1980, il vicepresidente dei Sons of Silence uccise il vicepresidente dell'Indianapolis. L'ex presidente Leonard Reed, tuttavia, era considerato un pacificatore ed era ragionevolmente in grado di garantire la pace tra i club fino alla sua morte nel 2003. Sia i Bandidos, sia gli Hells Angels parteciparono al suo funerale il 19 giugno 2003.

## Attività criminali
Si ritiene che i membri dei Sons of Silence siano coinvolti in varie attività criminali. Il National Gang Intelligence Center elenca "omicidio, assalto, traffico di droga, minacce, estorsioni, sfruttamento, riciclaggio di denaro, traffico di armi e furto di parti di motociclette".
Nell'ottobre 1997, 37 membri dei Sons of Silence a Denver sono stati arrestati per traffico di droga e violazioni della legge sulle armi. L'ATF ha sequestrato circa 9 kg di metanfetamina, 35 armi da fuoco, 4 bombe a mano e 2 silenziatori. Nel 2001, 6 Sons of Silence dall'Iowa sono stati arrestati per violazioni di droga e armi. Si dice che i sei uomini abbiano scambiato marijuana, metanfetamina e cocaina.